# Ierarhia (Star Trek: Generația următoare)
„Ierarhia” (titlu original: „Chain of Command”) este un episod în două părți (10 și 11) din al șaselea sezon al serialului TV american științifico-fantastic Star Trek: Generația următoare și al 136-lea și al 137-lea episod în total. A avut premiera la 14 decembrie 1992 și 21 decembrie 1992.
Episodul a fost regizat de  Robert Scheerer (partea I) și Les Landau (partea a II-a) după un scenariu de Ronald D. Moore (partea I) și Frank Abatemarco (partea a II-a) bazat pe o poveste de Frank Abatemarco. Invitat special este Ronny Cox în rolul lui Edward Jellico. 

## Prezentare
Comanda navei Enterprise este încredințată căpitanului Jellico, în timp ce Picard este trimis într-o misiune sub acoperire pe teritoriul Cardassian. 
Picard este capturat și torturat de un sadic anchetator cardassian (interpretat de David Warner). 

## Actori ocazionali
- Ronny Cox - Capt. Edward Jellico
- Natalia Nogulich - Adm. Alynna Nechayev
- John Durbin - Gul Lemec
- Lou Wagner - Solok
- David Warner - Gul Madred
- Heather Lauren Olson - Jil Orra
- Majel Barrett - Computer Voice